# Коновалов, Прокопий Батюрович
Прокопий Батюрович Коновалов (род. 2 декабря 1937, Толодой, Иркутская область) — советский и российский археолог, историк-монголовед, хунновед, доктор исторических наук (2000), профессор. Специалист в области древней и средневековой истории и культуры народов Центральной Азии, Южной и Восточной Сибири. Член Российской ассоциации востоковедов, член Международной ассоциации монголоведов, основатель и первый руководитель тематической группы археологии Бурятии. Заслуженный ветеран СО АН СССР (1982), заслуженный деятель науки Республики Бурятия (1992), Ветеран труда (1998), заслуженный работник образования Республики Бурятия (1999), Почётный доктор Института истории и археологии Академии наук Монголии (2017).

## Биография
Прокопий Батюрович родился 2 декабря 1937 года в селе Толодой Булусинского сельсовета Эхирит-Булагатского района Иркутской области в семье крестьянина-колхозника. Отец происходил из племени сэгээнуд, был ударником коммунистического труда, ездил на Сельскохозяйственную выставку в Москве, во время Великой Отечественной Войны прошел Прибалтику, Белоруссию, Польшу, а также воевал на Дальнем Востоке, вернулся с войны лишь весной 1946 года. Мама тяжело болела. Оба родители Прокопия Батюровича рано ушли из жизни, поэтому воспитывался он в семье старшего брата.
В 1954 году получил среднее образование — окончил Булусинскую семилетнюю и Усть-Ордынскую среднюю школу. Интерес к истории у Прокопия Батюровича в школьные годы привили в краеведческом кружке при Усть-Ордынском окружном музее и в Ангарской археологической экспедиции (руководитель Алексей Павлович Окладников).
В этом же 1954 году поступил в Иркутский государственный университет на историческое отделение историко-филологического факультета. Выступал с докладом на III Всесоюзной студенческой археологической конференции в Москве (МГУ). По руководством Павла Павловича Хороших, окончил учёбу с дипломной работой по средневековью — «Материальная культура курыкан».
После университета недолгое время работал лаборантом в Институте геологии Восточно-Сибирского филиала АН СССР.
С 1960 года начал трудиться в Бурятском научном центре СО РАН в Улан-Удэ, сначала в отделе истории и этнографии, затем в секторе зарубежного Востока, отделе истории, этнографии и археологии, секторе этнографии и археологии, в настоящий момент (2017 год) в отделе истории и культуры Центральной Азии Института монголоведения, буддологии и тибетологии СО РАН.
В начале 1960-х годов поступает в аспирантуру в Сибирском отделении АН СССР, научным руководителем становится А. П. Окладников, который убеждает Прокопия Батюровича заняться историей древних центральноазиатских племён.
В 1975 году защитил диссертацию на тему «Погребальные памятники хунну» в диссертационном совете Института истории, филологии и философии СО РАН. Результаты исследований опубликовал в монографии «Хунну в Забайкалье».
В середине 1970-х годов впервые создает тематическую группу археологов БНЦ СО РАН.
С 1981 по 1991 года преподавал основы археологии на историческом факультете Бурятского государственного педагогического института имени Д. Базарова.
В 1992 году организовал кафедру истории, археологии и этнографии на гуманитарном факультете Бурятского филиала Новосибирского государственного университета, одновременно став заведующим кафедрой восточного факультета.
В 2000 году защищает докторскую диссертацию «Этнические аспекты истории Центральной Азии (древность и средневековье)» на Диссертационном совете Института монголоведения, буддологии и тибетологии СО РАН.

## Научная и исследовательская деятельность
Специалист в области древней и средневековой истории и культуры народов Центральной Азии, Южной и Восточной Сибири. Основатель и первый руководитель тематической группы археологии Бурятии.
Является членом Российской ассоциации востоковедов и членом Международной ассоциации монголоведов.
В студенческие годы ежегодно участвовал в раскопках палеолитической стоянки Мальта и многослойного поселения Усть-Белая в экспедициях под руководством Михаила Михайловича Герасимова.
Принимал участие в раскопках хуннских курганов в Бурятии, где применил новую методику раскопок рядовых захоронений — расчистка широкими площадями, когда раскоп значительно превышает по размерам контуры надмогильного сооружения, что позволяет точно зафиксировать положение деталей погребальных надмогильных и внутримогильных сооружений и находок предметов материальной культуры. Результаты исследований опубликовал в монографии «Усыпальница хуннского князя в Суджу (Ильмовая падь, Забайкалье)».
В 1981—1991 годах руководил раскопками в составе Советско-Монгольской историко-культурной экспедиции АН СССР и АН МНР археологических памятников на территории Монголии.
В 2007—2009, 2012 годах участвовал в археологических экспедициях в Монголии по совместным Монголо-Российскому и Монголо-Американскому научным проектам.
Участвовал в международных, всесоюзных, всероссийских и региональных конференциях в Улан-Баторе, Бишкеке, Алма-Ате, Киеве, Тулузе, Москве, Санкт-Петербурге, Новосибирске, Омске, Кемерово, Иркутске, Улан-Удэ, Чите, Владивостоке, Якутске.

### Публикации
Под редакцией Прокопия Батюровича издано около 20 сборников статей и монографий, в том числе положено начало изданию серии «История и культура Центральной Азии».
Является автором более 150 научных работ, включая 10 монографий.
Основные публикации:
- Хунну в Забайкалье. — Улан-Удэ, 1976. — 220 с.; 26 таб. ил.;
- Итоги и задачи изучения хунну // Древние культуры Монголии. Новосибирск, 1985. — С. 41-51;
- Корреляция средневековых памятников Предбайкалья и Забайкалья // Этнокультурные процессы в Восточной Сибири в средние века. — Новосибирск, 1989. — С. 5-21;
- Плиточные могилы и курганы-керексуры Монголии и Бурятии // 6-й Международный конгресс монголоведов. — Кн. 1. — М., 1992. — С. 112—119;
- Экологические традиции в культуре народов Центральной Азия / Кол. авт. — Новосибирск, 1992. — С. 11-45;
- К истокам этнической истории монголов и тюрков // Этническая история народов Южной Сибири и Центральной Азии. — Новосибирск, 1992. — С. 5-29;
- Об историческом и этническом сознании средневековых монголов // Тайная история монголов: источниковедение, история, филология. — Новосибирск, 1995. — С. 26-48;
- Этнические аспекты истории Центральной Азии (древность и средневековье). — Улан-Удэ,1999. — 214с.

## Звания и награды
- Почётная грамота Президиума АН СССР (1974)[5];
- Заслуженный ветеран СО АН СССР (1982)[5];
- Почётная грамота СО РАН (1982)[5];
- Почётная грамота Президиума Верховного Совета Бурятской АССР (1982)[5];
- Заслуженный деятель науки Республики Бурятия (1992)[5];
- Почётная грамота Республики Бурятия (1997)[5];
- Ветеран труда (1998)[5];
- Заслуженный работник образования Республики Бурятия (1999)[5];
- Медаль «Хубилай хаан» Академии наук Монголии (2012)[5];
- Почётная грамота Народного Хурала Республики Бурятия (2012)[5];
- Почётный доктор Института истории и археологии Академии наук Монголии (2017)[5]>.